# Orangekindad vaktel
Orangekindad vaktel (Rhynchortyx cinctus) är en fågel i familjen tofsvaktlar inom ordningen hönsfåglar.

## Utseende och läte
Orangekindad vaktel är en liten hönsliknande fågel med karakteristisk fjäderdräkt. Hanen är bjärt orangefärgad på ansiktet och bröstet är grått. Honan har en ljus strimma bakom ögonen och fjälligt utseende på buken. Lätet är en upprepad sorgesam vissling.

## Utbredning och systematik
Orangekindad vaktel placeras som enda art i släktet Rhynchortyx. Den delas in i tre underarter:
- Rhynchortyx cinctus pudibundus – förekommer i karibiska låglandet i nordöstra Honduras och östra Nicaragua
- Rhynchortyx cinctus cinctus – förekommer längs karibiska kusten i Costa Rica och Panama
- Rhynchortyx cinctus australis – förekommer längs Stillahavskusten i Colombia och nordvästra Ecuador

## Levnadssätt
Orangekindad vaktel hittas på marken i fuktiga låglänta skogar upp till 1400 meters höjd. Den påträffas oftast i par eller smågrupper. Arten är sällsynt och ses sällan.

## Status och hot
Arten har ett stort utbredningsområde, men tros minska i antal på grund av avskogning, dock inte tillräckligt kraftigt för att den ska betraktas som hotad. Internationella naturvårdsunionen IUCN listar arten som nära hotad (LC). Beståndet uppskattas till i storleksordningen 50 000 till en halv miljon vuxna individer.